# V.C. Heist Delhaize Herenthout
VC Heist Herenthout is een Belgische volleybalclub uit Herenthout. De club werd opgericht in 2016 als fusie tussen VC Herenthout en VC Zigo Heist.
VC Herenthout speelde vanaf 1998 enkel jaren in de Belgische Liga B.
De thuiswedstrijden van de club worden afgewerkt in het sportcomplex 't Kapelleke.

## Geschiedenis

### VC Herenthout
In 1973 wordt Volleybalclub Herenthout gesticht onder de naam Blijf Jong. De eerste wedstrijden werden betwist op de speelplaats van de Gemeentelijke jongensschool, later werd er gespeeld in zaal Lux en in zaal Frima te Grobbendonk. Na 5 jaar bedroeg het aantal leden 76. Er werd getraind in de sporthal van Noorderwijk. De wedstrijden vonden plaats in zaal Heidesmash te Nijlen.
Vanaf 1983 speelt de herenploeg in eerste provinciale, de dames promoveerden naar tweede provinciale. Na het behalen van de titel zetten de heren de stap naar derde divisie. In die periode werd ook de naam gewijzigd in VC Herenthout.
In 1987 was men door het afhaken van enkele spelers genoodzaakt om terug af te zakken naar derde provinciale.
Na omzwervingen in Berlaar en Voortkapel heeft de club vanaf 1991 een thuisbasis in sportcomplex ’t Kapelleke te Herenthout. In deze periode wordt de kaap van 100 leden overschreden.
In 1998 speelt VC Herenthout kampioen in 1e landelijke (Liga B) en stoot zo door naar de op één na hoogste reeks van de competitie, dit tot in 2013.

### VC Zigo Heist
VC Zigo Heist is een fusieclub tussen twee volleybalclubs uit Wiekevorst en Itegem.

### VC Heist Delhaize Herenthout
In 2016 fuseerden VC Zigo Heist en VC Herenthout tot VC Heist Delhaize Herenthout.

### VC Heist Herenthout
In 2025 veranderde de club naam van VC Heist Delhaize Herenthout tot VC Heist Herenthout.